# Necropolis (film)
Pour les articles homonymes, voir Necropolis.
Pour plus de détails, voir Fiche technique et Distribution.
Necropolis est un film d'épouvante fantastique britannico-italien réalisé par Franco Brocani et sorti en 1970.
Dissertation sur la cruauté humaine à travers les âges, il est considéré comme un film culte, et a été qualifié de « fusion entre une improvisation warholienne et un sous-texte ambitieux et ésotérique qui convoque toute la contre-culture occidentale de l'époque ».

## Synopsis
Le film retrace l'histoire de l'humanité d'une manière qui condamne tous les méfaits de l'homme à travers les siècles. En somme, Brocani, à l'instar de la loi du contrapasso de Dante, entend créer à travers ce film une sorte d'Enfer pour l'homme. Les scènes et les épisodes, qui se déroulent dans un décor de deuil et de cimetière, ressemblent presque à des monologues théâtraux sur une scène.

### Pasiphaé
Pasiphaé est l'épouse de Minos, terrassée par les dieux à cause de son refus de sa Nature : celle d'aimer. En raison de ce péché contre la fécondité et de la tâche que Dieu impose à l'homme (celle de procréer), Pasiphaé est frappée d'un sort qui l'oblige à aimer les bêtes. Tombée amoureuse d'un taureau, Pasiphaé pose et courtise la bête, jusqu'à ce qu'elle soit montée par le taureau, ce qui la met enceinte. Pasiphaé donne ainsi naissance à un monstre qui ne meurt pas, mais devient avide de sang humain : le Minotaure.

### Frankenstein
Cet épisode condamne l'avidité de l'homme à repousser les limites de la connaissance et à vouloir aller trop loin au-delà de ses propres possibilités imparfaites et limitées. En effet, l'homme, dans la volonté démiurgique de créer la vie, assemble des morceaux de cadavres, créant ainsi un seul corps qu'il anime à l'aide de décharges électriques. Le monstre, qui prend incroyablement vie et agit, s'appellera Frankenstein. Mais comme il a été créé par un homme et qu'il doit donc, de par la loi, être informe et imparfait, il devient fou et se consacre à tuer tous les membres de la famille de son créateur et en menaçant sérieusement le reste de l'humanité également.

### Le diable
Dans ce bref interlude vaguement comique, un Carmelo Bene en blouson de cuir, cigarette au bec et bouteille de whisky à la main, tente de séduire Viva. Incapable de parler anglais ou français, à ses questions sur le Diable (qu'elle compare à Richard Nixon) et la guerre du Viêt Nam, il répond en nommant maladroitement Kenneth Anger, Mick Jagger et Sharon Tate. Finalement, il l'accompagne hors de la scène en l'accusant d'être moralisatrice.

### Attila et Moctezuma
Ces deux-là sont des souverains historiques qui ont péché contre l'humanité par leur cupidité et leur avarice insatiables. Attila, souverain de la Chine actuelle avec les Huns, aspirait à conquérir le monde par la seule violence, sans tenir compte du sens de la civilisation et de la moralité, par exemple en soumettant un peuple par la loi et en imposant sa propre forme de gouvernement ou de constitution pour assurer la stabilité du royaume. En raison de son avidité aveugle, Attila a détruit tous les villages ou les villes splendides qu'il a rencontrés, laissant de la poussière derrière lui, comme ce fut le cas pour Rome avec Carthage. Mais dans ce cas, Scipion Émilien était obligé de raser une grande puissance pour obtenir la suprématie, alors qu'ici Attila n'est mû que par la force destructrice et l'ignorance aveugle.
Moctezuma, par contre, roi des Mayas, a péché par cannibalisme contre la loi des hommes. Cependant, selon les lois religieuses des Mayas, les sacrifices humains étaient tout à fait normaux et fréquents, presque nécessaires pour assurer la survie du peuple en s'attirant les faveurs des dieux impitoyables. Moctezuma, cependant, a ajouté quelque chose de plus, à savoir la recherche du plaisir de voir les corps écartelés des victimes humaines et de manger leur chair.

### Élisabeth Báthory
Reine de Hongrie, elle a fait preuve de cruauté dès sa jeunesse, faisant tuer et sacrifier de nombreuses victimes innocentes dans le seul but de se faire plaisir avec leur souffrance. Elle a également consulté des livres secrets de torture, jusqu'à ce qu'elle soit capturée et emmurée vivante.

## Fiche technique
- Titre original : Necropolis[3]
- Réalisation : Franco Brocani
- Scénario :	Franco Brocani
- Photographie :	Franco Lecca, Ivan Stoinov
- Montage : Ludovica Barbani
- Musique : Gavin Bryars
- Effets spéciaux : Alfonso Gola
- Décors : Altan
- Costumes : Maria Gelmetti
- Production : Gianni Barcelloni Corte (it), Alan Power
- Société de production : Cosmoseion, Q Productions
- Pays de production :  Italie -  Royaume-Uni
- Langue originale : allemand, français, anglais, italien
- Format : Couleurs - Son mono - 16 mm
- Durée : 124 minutes
- Genre : Film d'épouvante fantastique
- Dates de sortie :
  - Belgique : novembre 1970 (Cinémathèque royale de Belgique)
  - France : novembre 1970 (Festival Sigma de Bordeaux)
  - Italie : 19 janvier 1971

## Distribution
- Nicoletta Machiavelli : la Joconde
- Tina Aumont : la sorcière
- Pierre Clémenti : Attila
- Paul Jabara : Héliogabale
- Carmelo Bene : le diable
- Bruno Corazzari : le monstre de Frankenstein
- Paolo Graziosi : Jean
- Louis Waldon : la barbare
- Viva (sous le nom de « Viva Auder ») : Comtesse Bathory
- Eva Krampen : Arianna
- Aldo Mondino : Moctezuma
- Rada Rassimov :
- Thomas Rudy :
- George Willing :